# HD190766
HD190766 — хімічно пекулярна зоря спектрального класу A5, що має видиму зоряну величину в смузі V приблизно  8,3.
Вона  розташована на відстані близько 489,0 світлових років від Сонця.